# Efferia albibarbis
Efferia albibarbis är en tvåvingeart som först beskrevs av Macquart 1838.  Efferia albibarbis ingår i släktet Efferia och familjen rovflugor. Inga underarter finns listade i Catalogue of Life.